# Lucido Maria Parocchi
Lucido Maria Parocchi (ur. 13 sierpnia 1833 w Mantui, zm. 15 stycznia 1903 w Rzymie) – włoski duchowny katolicki, wysoki urzędnik Kurii Rzymskiej, kardynał i Wicekanclerz Świętego Kościoła Rzymskiego.

## Życiorys
Pochodził z bardzo bogatej rodziny. Ukończył seminarium w Mantui i Kolegium Rzymskie, gdzie uzyskał doktorat z teologii. Święcenia kapłańskie otrzymał 17 maja 1856 z rąk kardynała Costantino Patrizi Naro. Został następnie skierowany do rodzinnej diecezji, gdzie był wykładowcą w seminarium.
27 października 1871 został mianowany biskupem Pawii. Sakry udzielił kard. Naro. Po kilku latach został przeniesiony na metropolię Bolonia i otrzymał kapelusz kardynalski z tytułem prezbitera San Sisto. Brał udział w konklawe 1878. W 1882 zrezygnował z pasterzowania archidiecezją. W latach 1884–1899 pełnił funkcję Wikariusza Generalnego diecezji rzymskiej. Przez parę miesięcy piastował funkcję kamerlinga. W 1889 podniesiony do rangi kardynała biskupa Albano, przeniesiony w 1896 na Porto e Santa Rufina. Sekretarz Kongregacji św. Officium od 1896. Wicekanclerz Świętego Kościoła Rzymskiego od 1899 do śmierci. Wyświęcił na kapłanów przyszłych kardynałów Denisa Dougherty i Pietra Fumasoni Biondi. Konsekrował przyszłego papieża św. Piusa X. Zmarł w Rzymie i pochowany został na cmentarzu Campo Verano.